# Кустодия Святой Земли

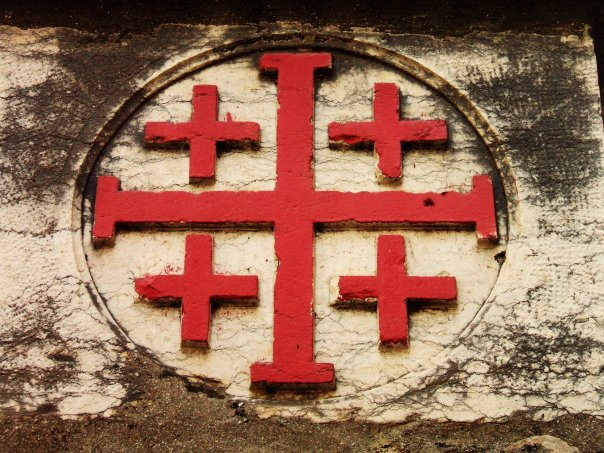
Иерусалимский крест — эмблема Кустодии Святой Земли

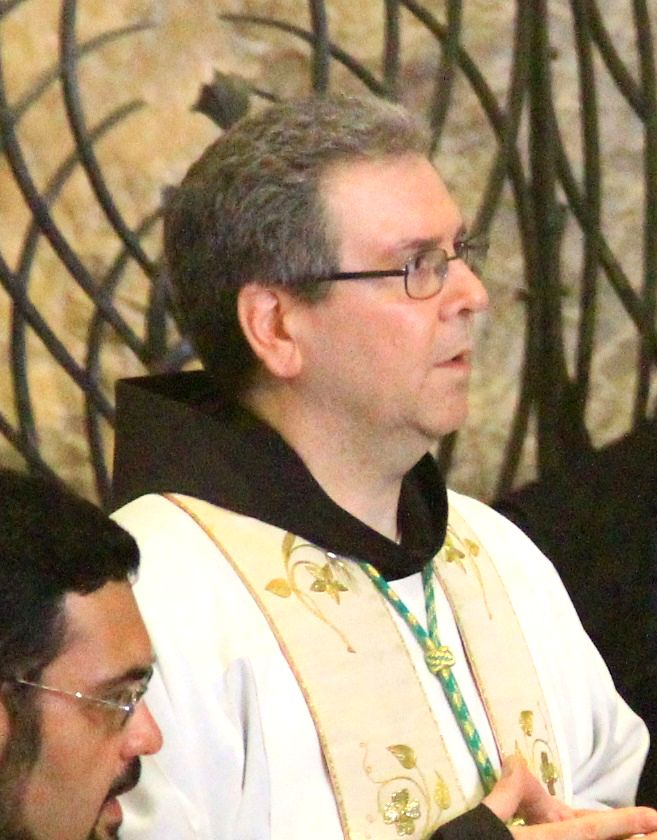
Франческо Паттон — современный настоятель Кустодии Святой Земли

Кусто́дия Святой Земли (лат. Custodia Terræ Sanctæ) — самостоятельный административный округ францисканского ордена. Кустодия Святой Земли является одной из провинций монашеского ордена францисканцев OFM. Конкретная задача Кустодии Святой Земли определена специальными буллами Римского папы Климента VI «Gratias Agimus» и «Nuper carissimae» от 21 ноября 1342 года. Кустодия Святой Земли включает в себя территорию современного Израиля, Палестинскую автономию, Иорданию, Сирию, Ливан и Кипр. Отделения Кустодии Святой Земли находятся в Италии, Испании, США, Аргентине, Германии и Польше.

## История
В XIII веке францисканцы, жившие в Святой Земле, принадлежали заморской провинции ордена. В 1333 году они получили официальное разрешение от египетского султана присутствовать в Палестине. В 1342 году Римский папа Климент VI буллой Gratias Agimus доверил францисканцам хранить христианские святыни, находящиеся в местах, связанных с жизнью Иисуса Христа. Во главе «Кустодии Святой Земли» находится кустод, должность которого приравнена к настоятельской.

## Деятельность

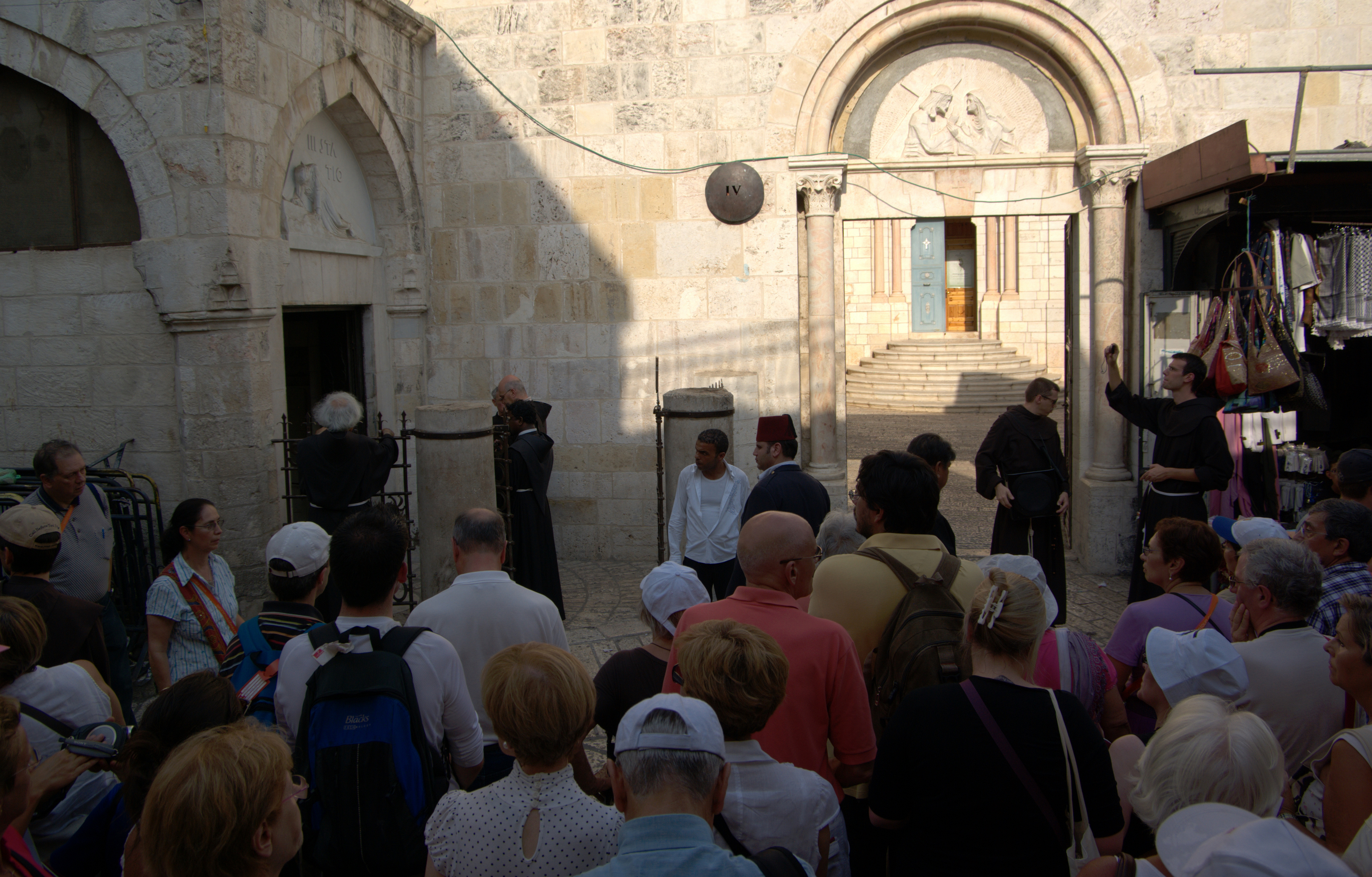
Процессия францисканцев на Виа Долороза

Целью создания Кустодии Святой Земли является хранение и уход за святынями Римско-Католической Церкви, находящимися в Святой Земле, пастырское попечение над местными католиками и обслуживание паломников. Францисканцы Кустодии Святой Земли служат в местных приходах Римско-Католической Церкви, работают в католических школах, организуют паломничества, занимаются научной и благотворительной деятельностью. Монахи «Кустодии Святой Земли» опекают 74 санктуария, 5 базилик, 66 церквей, 45 часовен и 38 приходов, которые находятся на Святой Земле.
Францисканцы Кустодии Святой Земли руководят двумя научно-исследовательскими центрами: Studium Biblicum Franciscanum (Иерусалим) и «Францисканский центр по изучению христианского Востока» (Каир). В Каире находится францисканский Кинематографический центр. Кустодия Святой Земли имеет собственную основанную в 1847 году типографию «Franciscan Printing Press». В Иерусалиме Кустодия Святой Земли финансирует «Христианский Информационный центр в Иерусалиме», который координирует мероприятия по приему паломников, пребывающих на Святую Землю. Монастыри францисканцев находятся в Иерусалиме (в базилике Гроба Господня, монастырь основан в 1847 году), Вифлееме, Назарете (в базилике Благовещения), Гефсимании. Кустодия имеет свою Высшую Духовную семинарию в Иерусалиме (Studium Theologicum Jerosolimitanum).
В Вашингтоне, США во францисканском монастыре находится представительство Кустодии Святой Земли «Комиссариат Святой Земли в Америке» .

## Объекты

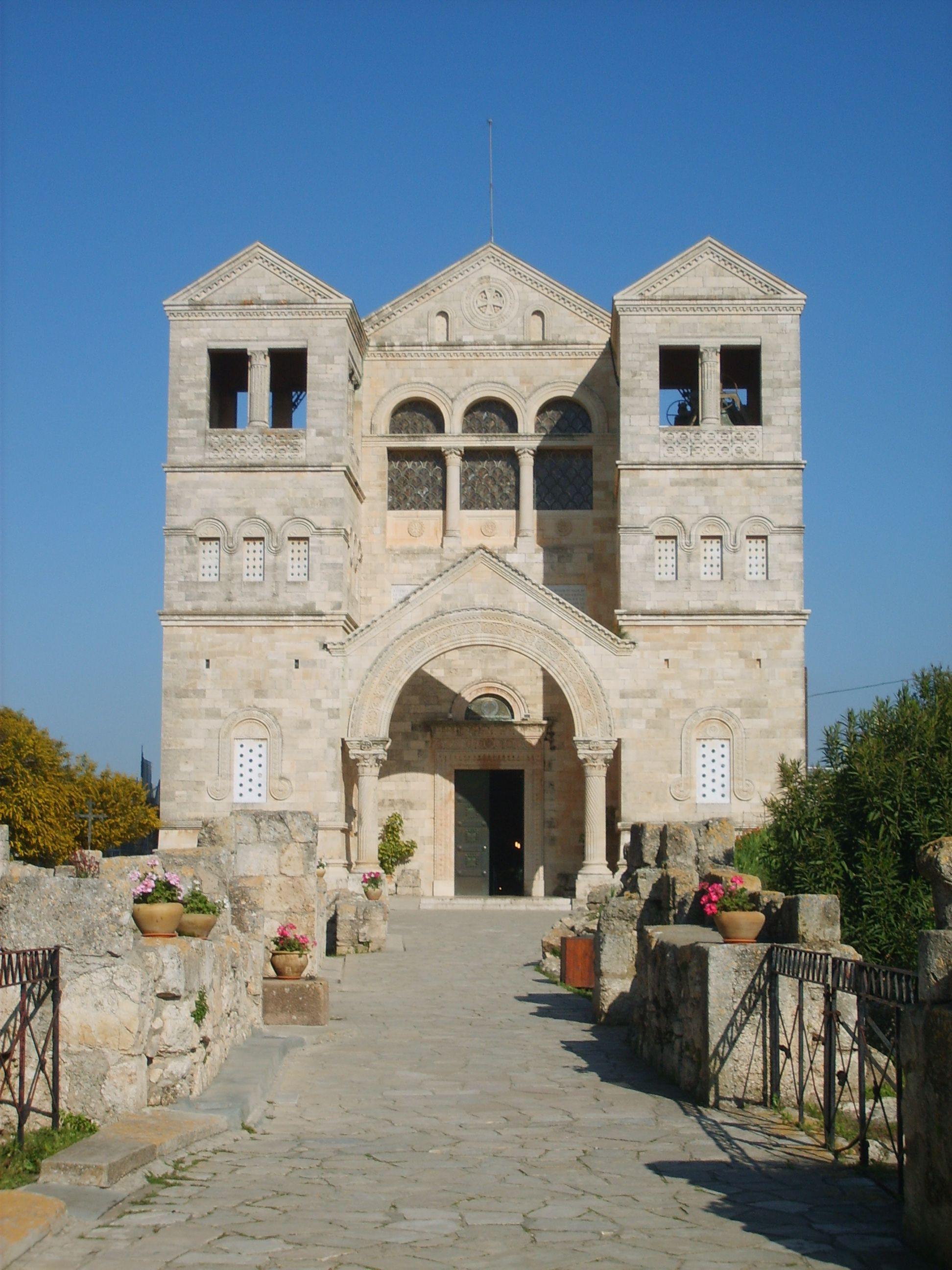
Базилика Преображения Господня (Фавор)

Среди наиболее известных объектов на Святой Земле, находящихся под управлением Кустодии:
- Храм Гроба Господня (католическая часть)
- Базилика Рождества Христова (католическая часть)
- Базилика Благовещения
- Базилика Преображения Господня (Фавор)
- Церковь всех наций
- Церковь первенства Апостола Петра
- Церковь Посещения

Монахи францисканской кустодии также организуют ежегодное шествие Крестного пути в Страстную Пятницу по улицам Иерусалима вдоль Виа Долороза.

## Галерея

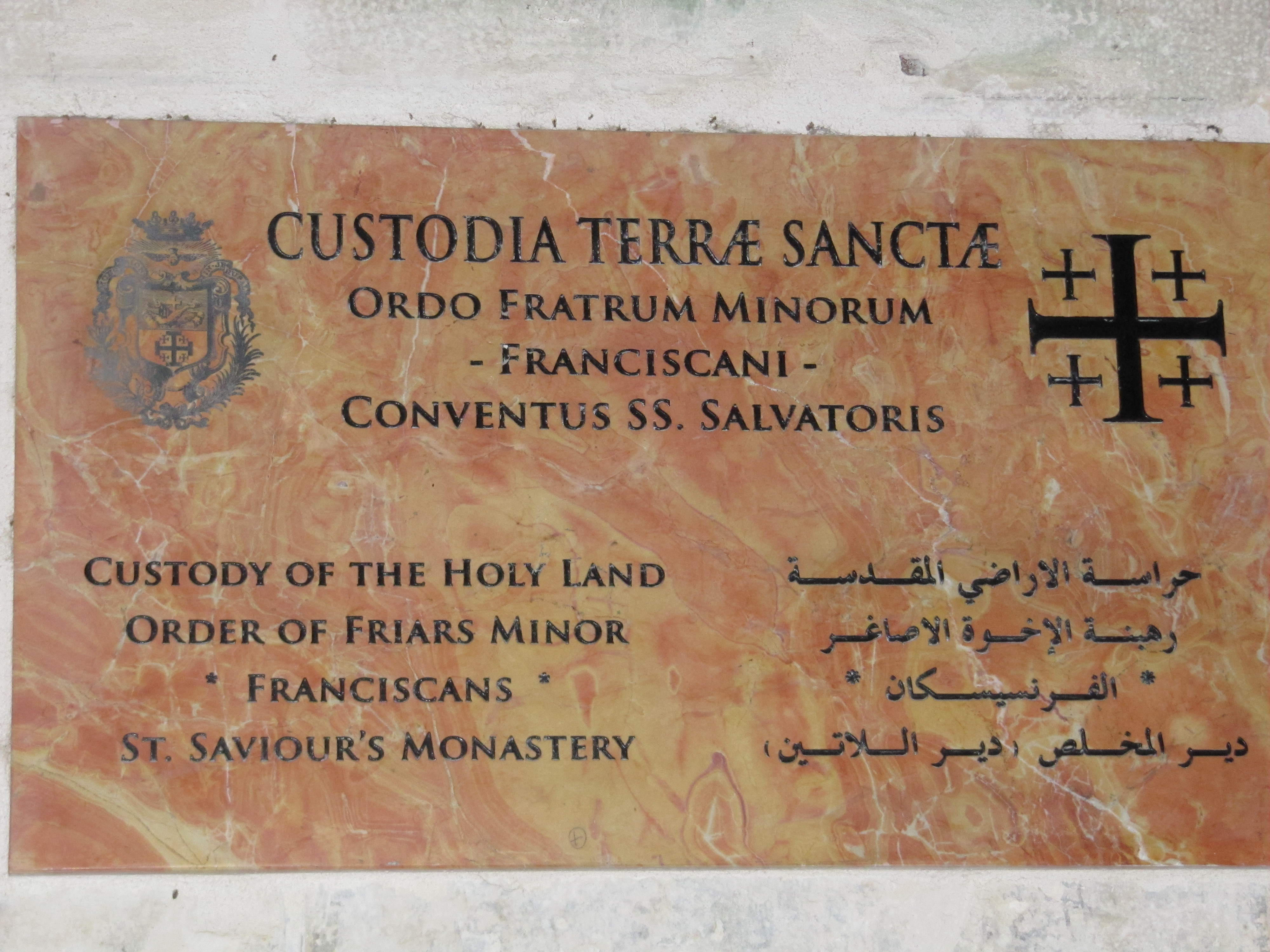
Табличка на стене монастыря Святого Спасителя
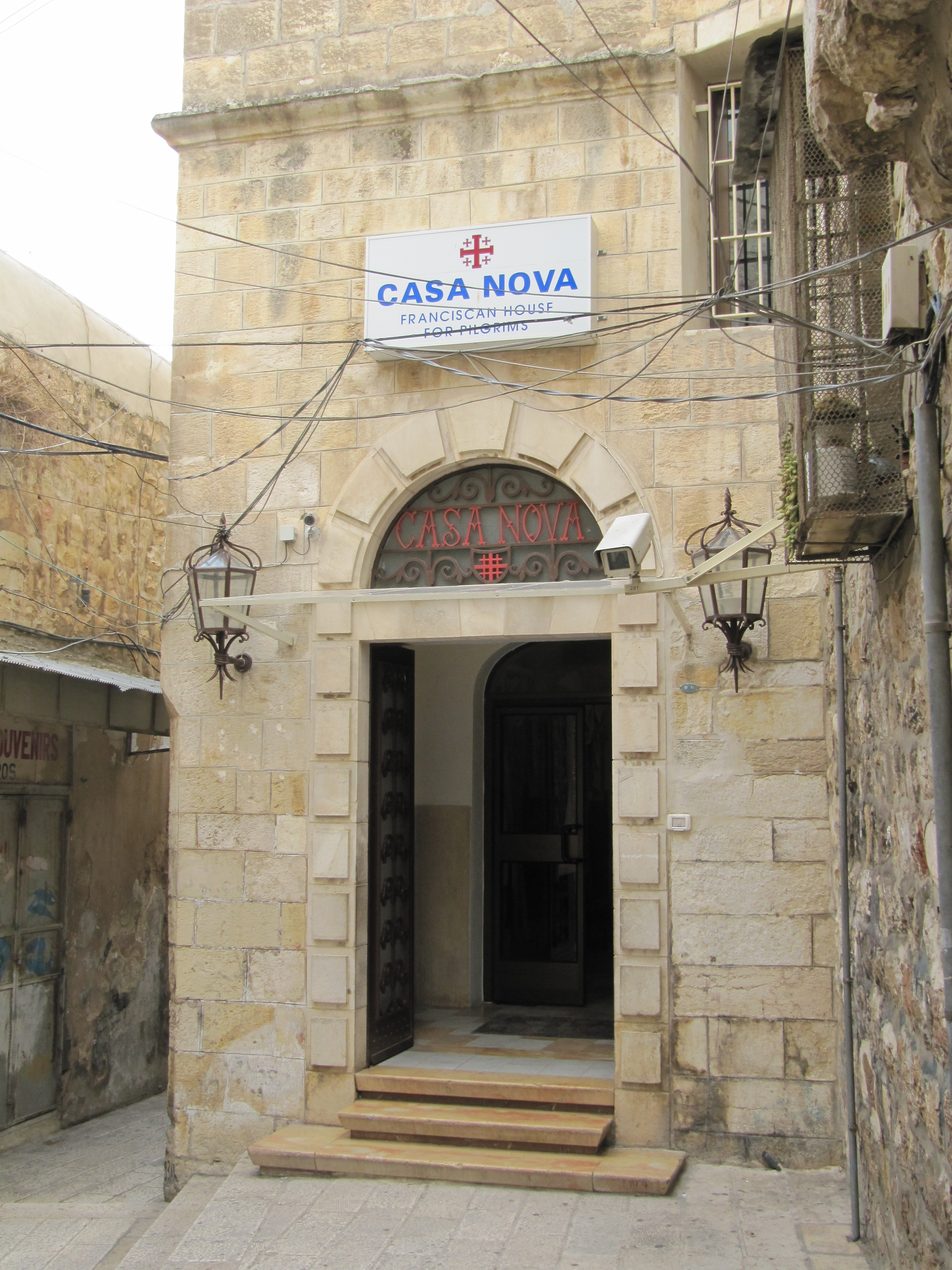
Гостиница для паломников на ул. Casa Nova, Иерусалим

## Источник
- «Кустодия Святой Земли» //Католическая Энциклопедия, Изд. францисканцев, т.2, М., 2005, ISBN 5-89208-054-4